# Hassan Fadil
Pour les articles homonymes, voir Fadil.
Hassan Fadil est un footballeur international marocain, né le 3 février 1963 à Fès, au Maroc , Il est actuellement
Entraîneur du Raja de Beni Mellal.
Il devient entraîneur adjoint du Mat de Tetouan avec lequel il devient champion en 2014 .
La saison suivante il décide de voler de ses propres ailes et devient manager général de l Union Sportive de Temara .
Son équipe pratiquera un football des plus spectaculaires et restera dans le trio de tête une grande partie de la saison .
Il est en train de démonter que le football marocain devra compter sur lui parmi les meilleurs entraineurs pour les saisons à venir.

## Carrière
- 1981-1985 :  Raja de Beni Mellal
- 1985-1988 :  RCD Majorque
- 1988-1989 :  CD Malaga
- 1990-1991 :  FC Famalicão[1]

Entraîneur 
Champion du Maroc avec le Mat de tetouan comme adjoint. 2013/14
6e du championnat de botola 2 
saison 2014/15 avec USTemara

## Sélections en équipe nationale
| Caps | Date       | Match                 | Lieu       | Score | Compétition   | But |
| X    | 01/11/1987 | Côte d'Ivoire - Maroc | Abidjan    | 0 - 0 | Elim. JO 1988 | --  |
| X    | 15/11/1987 | Maroc – Côte d'Ivoire | Casablanca | 2 - 1 | Elim. JO 1988 | --  |
| X    | 30/01/1988 | Maroc - Tunisie       | Tunis      | 2 - 2 | Elim. JO 1988 | --  |
| 1    | 13/03/1988 | Maroc - Zaire         | Casablanca | 1 - 1 | CAN 1988      | --  |
| 2    | 22/12/1988 | Maroc - Guinée        | Rabat      | 1 - 0 | Amical        | 1   |
| ---- | ---------- | --------------------- | ---------- | ----- | ------------- | --- |

## Palmarès

### En sélection
- Quatrième place à la Coupe d'Afrique des nations 1988